# 阿斯平沃爾 (愛荷華州)
阿斯平沃爾（英語：Aspinwall）是美国艾奥瓦州克勞福德縣下轄的一个城市。2010年人口统计为40人。